# Воропай (село)
Воропай (укр. Воропай) — село,
Самотоевский сельский совет,
Краснопольский район,
Сумская область,
Украина.
Код КОАТУУ — 5922385402. Население по переписи 2001 года составляло 1 человек.

## Географическое положение
Село Воропай находится между реками Рыбица и Сыроватка (4 км).
Село окружено большим лесным массивом (дуб).